# NGC 6243
NGC 6243 (również PGC 59161 lub UGC 10591) – galaktyka spiralna (Sa), znajdująca się w gwiazdozbiorze Herkulesa. Odkrył ją Édouard Jean-Marie Stephan 10 czerwca 1880 roku. Jest to galaktyka z aktywnym jądrem typu LINER.